# Pseudaidia
Pseudaidia là một chi thực vật có hoa trong họ Thiến thảo (Rubiaceae).

## Loài
Chi Pseudaidia gồm các loài: